# Hermann Bever
Hermann Bever (* 15. August 1845 in Würzburg; † 18. Dezember 1912 in München) war ein deutscher Maler, Konservator und Galeriedirektor.

## Familie und Ausbildung
Hermann Bever wurde als zweiter Sohn des königlich-bayerischen Ministerialdirektors im Staatsministerium des Handels und der öffentlichen Arbeiten in München, Karl Ritter von Bever (1798/99–1860), und seiner Ehefrau Ernestine, geb. Michaelis, geboren. Wie der Vater so wurde auch der ältere Bruder Otto von Bever (1839–1920) als königlicher Ministerialrat und Generalsekretär im Staatsministerium des königlichen Hauses und des Äußeren in den persönlichen Adelsstand erhoben.
Bever besuchte nach der Elementarschule für drei Jahre das Münchner Wilhelmsgymnasium und wechselte dann zum Maximiliansgymnasium, an dem er 1864 das Abitur ablegte. Anschließend studierte er bis 1868 Rechtswissenschaften an den Universitäten München und Berlin, absolvierte die obligatorische Vorbereitungspraxis bei Gerichts- und Verwaltungsbehörden und bestand 1871 die Staatsprüfung mit der Note >II<. Seit dem Wintersemester 1864/65 war er Mitglied der musischen Studentenverbindung Akademischer Gesangverein München im SV. Trotz der offensichtlich gegebenen Karriereaussichten schrieb sich Hermann Bever mit dem 12. Mai 1871 in die Antikenklasse der Kunstakademie München ein, besuchte die Kupferstecherklasse bei Johann Leonhard Raab und die Vorbereitungsklasse von Otto Seitz. 1876 bis 1879 studierte er Malerei in der Meisterklasse unter Karl Theodor von Piloty.

## Leben
1879 und 1880 unternahm Bever Reisen nach Italien und nach Tirol. Er war Mitglied und für 2 Jahre Schriftführer der Münchner Künstlergenossenschaft und der Allgemeinen deutschen Kunstgenossenschaft. 1885 erhielt er das Ritterkreuz des königlich-bayerischen Leopoldordens und im März desselben Jahres das Bürgerrecht in München.
1897 bewarb er sich beim Staatsministerium des Innern für Kultus und Schulangelegenheiten um die Stelle eines Konservators bei den Bayerischen Staatsgemäldesammlungen als Nachfolger des verstorbenen Heinrich Lossow, unter anderem da „wegen Veränderung der Kunstauffassungen und mit der allgemeinen Verschlechterung des Absatzes namentlich der deutschen Kunst-Produktion“ seine Einnahmen gesunken seien und weil er „unter einer zunehmenden Akkommodations-Unfähigkeit der Augen“ leide, „welche ihm das bei der Arbeit nach dem Modell nötige ständige Wechseln des Einstellens der Augen für Nähe und Ferne außerordentlich erschwert, ohne dass es hierdurch im Lesen und Schreiben irgendwie behindert oder eine Gefahr die Augen selbst verbunden wäre.“ 1899 erfolgte die Ernennung zum Konservator der königlichen Filial-Gemäldegalerie in Schleißheim und (bis 1905) zum Mitglied der Galerie-Kommission. 1907 unternahm er eine Dienstreise zu den Kunstsammlungen in Nürnberg, Bamberg, Würzburg, Aschaffenburg, Ansbach, Augsburg und Frankfurt am Main, um anschließend über deren Institutionen, Baulichkeiten und Sammlungen zu berichten. Nach einer schweren Influenza-Erkrankung erhielt er im Winter 1908/09 Genesungsurlaub und Kuren in Bad Tölz und Meran, die jedoch keine gesundheitliche Besserung brachten. 1912 wurde er schließlich in den dauernden Ruhestand versetzt. Er verstarb noch im selben Jahr.

## Werk
Als freier Maler komponierte Hermann Bever oberbayrische Landschaften und Stillleben, vor allem jedoch Szenen aus dem ländlichen Leben, in die er häufig Jäger und Sennerinnen oder Kinder einsetzte. 1876 entstand das Gemälde Der Wildschütz, 1878 ein Eingeregnet betiteltes Gemälde, das 1879 als Holzstich in der Zeitschrift Gartenlaube reproduziert wurde. Auf der Internationalen Kunstausstellung 1879 in München war Bever mit Geringer Jagdeifer, das einen Jäger bei der Sennerin zeigte, vertreten. Das Bild wurde anschließend in Düsseldorf und Dresden gezeigt und ordnete den Künstler dem Umkreis der bekannten Münchner Maler Franz von Defregger und Hugo Kaufmann zu. In der Ausstellung Piloty und seine Schule, 1858–1886 der Galerie Heinemann, München 1909, war Bever mit einer Interieurstudie aus seiner Akademiezeit vertreten. Mit weiteren Bildern beschickte er die Jahresausstellungen im königlichen Glaspalast in München; viele erschienen als Holzstich-Reproduktionen in den populären Zeitschriften Die Gartenlaube, Daheim oder Jugendlust. Die Bayerischen Staatsgemäldesammlungen erwarben ein „Stillleben“ und die Ölskizze Unter dem Tor.

## Archivalien
- München, Stadtarchiv: Meldeunterlagen (PMB) Hermann Bever.
- Bayerische Staatsgemäldesammlungen, Archiv: Personalakte Hermann Bever.